# Westdorf
Westdorf è una frazione della città tedesca di Aschersleben, nella Sassonia-Anhalt.

Conta (2007) 905 abitanti.

## Storia
Westdorf fu nominata per la prima volta nel 964.

Costituì un comune autonomo fino al 1º gennaio 2009.